# Skirtboarders
Les Skirtboarders sont 14 filles qui viennent des quatre coins du Canada et qui pratiquent la planche à roulettes.
Le groupe a été créé en 2002 à Montréal. Depuis, les membres du groupe ont participé aux plus grandes compétitions féminines de skateboard à travers le monde et ont fait le tour de l'Amérique du Nord. En 2008, elles ont fait une tournée au Mexique qui les a fait connaître partout à travers le monde